# Pyrenae
Pyrenae, Revista de Prehistòria y Antiguitat de la Mediterrània Occidental / Journal of Western Mediterranean Prehistory and Antiquity (EISSN 2339-9171, DOI 10.1344/Pyrenae), es una publicación semestral editada por la Sección de Prehistoria y Arqueología de la Universidad de Barcelona. La revista tiene como objetivo promover la difusión de los resultados de la investigación, así como la comunicación y el debate científico, dentro de un marco cronológico que comprende desde la Prehistoria hasta los inicios de la Edad Media, especialmente en la región del Mediterráneo occidental. Pyrenae es una revista semestral con un proceso de revisión por pares ciegos.

## Impacto e indexación
Pyrenae ha tenido un largo recorrido desde su fundación en 1965. Su impacto ha sido reconocido por Carhus Plus+ (A), ANEP (B), CIRCO (B), ERIH PLUS y SCOPUS (desde 2015).
Pyrenae está indexada en las siguientes bases de datos: DICE. Difusión y Calidad Editorial de las Revistas Españolas de Humanidades y Ciencias Sociales y Jurídicas, CINDOC, CSIC, CCHS, ANECA; APh. El Année Philologique. Bibliographie critico te analytique del Antiquité gréco-latine (Société Internationale de Bibliographie Classique/SIBC); Dialnet; Generalidad de Cataluña. Tribuna de Arqueología; Google Scholar Metrics; InterClassica; ISOC, Ciencias Sociales y Humanidades, Centro de Ciencias Humanas y Sociales (CCHS) del CSIC (SE); Latindex; PIO. Periodicals Index Online; RACO. Revistas Catalanas con Acceso Abierto, REGESTA IMPERII. Akademie der Wissenschaften und der Literatur (DE) y Ulrich's Web.

## Historia de la revista
En esta primera etapa, la dirección de la revista recayó sobre Lluís Pericot y Joan Maluquer, la secretaría sobre Ana Mª. Muñoz Amilibia, y constaban como profesores ayudantes de la revista Agustina Fuerte, Ricardo Martín, Anna Mª. Rauret, Carme Solsona Pere Vegué y Miquel Oliva. El primer número, Pyrenae 1 de 1965, se inauguraba con toda una serie de artículos que mostraban la voluntad con la que se había creado la revista: dar visibilidad a los trabajos de investigación del Instituto de Arqueología y Prehistoria de la Universidad de Barcelona, portavoz de la llamada Escuela de Arqueología de Barcelona. Con este número 1, se mostró la tónica de lo que sería Pyrenae los siguientes años con artículos de la mano de Pere Bosch Gimpera, Joan Maluquer, Pere de Palol, Lluís Pericot, Miquel Tarradell, junto con textos de Antoni Arribas, Ana Mª. Muñoz, Anna Mª. Rauret, Mª. Lluïsa Serra, Carme Solsona, Glòria Trias, entre otros. Pyrenae mostró tanto a nivel hispánico como internacional el impacto de la arqueología catalana.
Pyrenae se publicó de forma regular, en formato in-8º y con unas 200/250 páginas por volumen, durante doce números hasta 1976. A partir de esta fecha se publicaron cuatro volúmenes dobles hasta los números 19-20, en 1983-84. Cierra la primera época el número 21 publicado en 1985, coincidiendo con el nombramiento del Profesor Maluquer, que había sido el impulsor de la revista, como catedrático emérito.
En 1993, los miembros del Departamento de Prehistoria, Historia Antigua y Arqueología de la Universitat de Barcelona decidieron retomar la revista Pyrenae, después de una larga interrupción de ocho años, con la voluntad de dar a conocer la investigación hecha a nuestro país. Maria Àngels Pequeño asumió la responsabilidad de la revista, como Secretaría de Redacción primero y finalmente como Directora de la misma, asistida por un Consejo de Dirección integrado por todos los catedráticos del Departamento de aquel momento, Josep M. Chapa, Josep M. Gurt, José Remesal y Mercè Roca, y por un Consejo de Redacción que fue eructando pero que inicialmente estuvo formato por Francisco Gracia, Fernando Martín, José Luis Maya, Rosario Navarro, Josep Padrón y Joan Sanmartí.
La publicación, en esta segunda época, se adaptó a su tiempo, cambiando el formato de in 8.º a in 4.º y manteniendo un grueso de unas 300 páginas por volumen. La revista estaba constituida por tres partes muy diferenciadas. Una primera de artículos, una segunda llamada varia con trabajos de menor voladizo y amplitud y finalmente una tercera de reseñas. También se incluyeron durante este tiempo las necrológicas correspondientes al profesorado del Departamento en activo o jubilado que nos dejó. Hablamos de un periodo en el que no existía la necesidad de publicar en revistas indexadas y alejadas del círculo habitual de trabajo. Por este motivo hay que remarcar que en la decena de números que se editaron dentro de esta segunda etapa fueron habituales los trabajos realizados por miembros del mismo Departamento y del suyo en torno a investigación. También hay que destacar que Pyrenae sirvió de plataforma por la publicación de artículos derivados de algunas memorias de licenciatura o partes de tesis relevantes. Se publicaron 10 números en total hasta el volumen doble de los años 2002-2003, siendo el primero el correspondiente a los volúmenes 22/23 reservados para un merecido homenaje al profesor Joan Maluquer que, no obstante se publicarían años más tarde al final de este periodo.
El año 2003 se emprendió un proceso de replanteamiento de la revista, dando lugar a una nueva propuesta de publicación manteniendo el título y la idea de revista del Departamento de Prehistoria, Historia Antigua y Arqueología de la Universitat de Barcelona. Esta nueva propuesta fue presentada por Gisela Ripoll junto con Rosa Mª. Albert y Jaume Buxeda. Se inauguró así una nueva etapa de la revista.
La tercera época de Pyrenae, la de inicios del XXI , se inauguró con el volumen 35 del año 2004. La responsabilidad de la edición recayó sobre Gisela Ripoll contando con Rosa Mª. Albert, Jaume Buxeda y Víctor Revilla como Editores Adjuntos. Con el paso de los años esta tarea de Editores Adjuntos ha ido eructando y hoy en día asumen esta responsabilidad Miguel Ángel Cae e I. Domingo. Este equipo está asistido por los Editores Asociados, investigadores de renombre internacional que de una manera u otra están ligados en la Universitat de Barcelona y a la revista Pyrenae (ved Editores Asociados).
En esta nueva etapa Pyrenae se quiere situar como referente dentro de las publicaciones científicas periódicas de la península ibérica y del oeste de la Mediterránea. A partir de este momento Pyrenae, se pasó a denominar Pyrenae, Revista de Prehistoria y Antigüedad de la Mediterránea Occidental / Journal of Western Mediterranean Prehistory and Antiquity. El uso doble de catalán e inglés del subtítulo muestra la posición de la revista como publicación de referencia en este espacio y en un amplio marco cronológico, desde la Prehistoria hasta inicios de la Edad Media. Se volvió a un formato in-8.º para fomentar una consulta y lecturas más ágiles, y se pasaron a publicar dos números el año. Desde entonces Pyrenae aplicó todos los requisitos para convertirse en una revista líder, el que supuso seleccionar los artículos sometidos a evaluación con mucha cura, aplicar una política sèria y rigurosa en la evaluación por pars ciegos, una estricta puntualidad en la publicación, e ir adaptando Pyrenae a la misma velocidad que corren las nuevas tecnologías. La semestralitat de la revista permite una gestión y edición dinámicas dando una salida inmediata a la investigación en curso, lo cual es uno de los valores que fomenta la propia revista. Así mismo, la revista en dos volúmenes permite hacer un primer número con un artículo de fondo y una serie de 4 o 5 artículos. El segundo número, también con una serie de dos o tres artículos, un foro de discusión si existe tema o voluntad para hacerlo, un apartado importante de reseñas, y el listado de Tesis Doctorales y Trabajos Finales de Máster que permiten contrastar la investigación que se está llevando a cabo a la Sección de Prehistoria y Arqueología de la Universitat de Barcelona
El año 2009 supuso un paso de gran importancia por Pyrenae. El CRAI-Centro de Recursos para el Aprendizaje y la Investigación de la Universitat de Barcelona hizo el esfuerzo, gracias a las ayudas concedidas por el Consorcio de Bibliotecas Universitarias de Cataluña (CBUC), de posar en red a disposición de todos los usuarios en acceso abierto los textos publicados a Pyrenae en los suyos, entonces 40 números. Desde las horas los artículos publicados se cuelgan en formato pdf en el repositorio cooperativo Revistas Catalanas con Acceso Abierto un golpe publicado el número en papel, facilitando el acceso a los resultados de la investigación y su difusión inmediata.
Pyrenae, Revista de Prehistoria y Antigüedad de la Mediterránea Occidental / Journal of Western Mediterranean Prehistory and Antiquity, tiene la voluntad de continuar apostando por la excelencia en la investigación, tal como hicieron sus fundadores a mediados del XX , adaptándose a los tiempos y a los medios que la sociedad y la ciencia posan a su disposición. El año 2015 se celebró los 50 años de Pyrenae, con 46 números publicados hasta el presente y la edición de un volumen especial: Pyrenae. 1965-2015 Número Especial 50è Cumpleaños, donde se recoge el estado de la investigación de todos los grupos de investigación de la Universitat de Barcelona dedicados a la Prehistoria, Historia Antigua y Arqueología.

### Intercambios
Desde su fundación, en 1965, la revista Pyrenae inició una importante política destinada a priorizar el intercambio con instituciones científicas de todo el mundo. La intención era construir desde cero el fondo de la nueva biblioteca del Instituto de Arqueología y Prehistoria de la Universitat de Barcelona, que más adelante pasaría al Departamento de Prehistoria, Historia Antigua y Arqueología; el traslado de la Facultad de Geografía e Historia, en 2006, a la sede actual del Arrabal, en pleno centro histórico de Barcelona, hizo que la Biblioteca de Arqueología quedara integrada en el conjunto de la Biblioteca de la Facultad de Geografía e Historia.
La principal finalidad de la publicación y de los numerosos intercambios era poder acceder, de forma inmediata, a las novedades que se publicaban en todo el mundo en los campos de la Prehistoria, la Historia Antigua y la Arqueología. Al mismo tiempo Pyrenae tenía que ser el órgano más adecuado para dar a conocer los trabajos científicos de los investigadores del Instituto de Arqueología y Prehistoria y, por extensión, de los licenciados y doctores salidos de la Universitat de Barcelona. Los intercambios fueron, por lo tanto, una de las claves del nacimiento de Pyrenae.

### Logotipo
Pyrenae se identifica por el logotipo del dibujo de un barco. Este logotipo era el del Instituto de Arqueología y Prehistoria de la Universitat de Barcelona y como tal fue utilizado en las Publicaciones Eventuales y se incorporó a la revista en 1993, con la reanudación de la segunda época de la publicación. El barco se encuentra representado en el llamado ‘Vas de las Naves' procedente del poblado ibérico del Cerro de en Boscà (Badalona).[hace falta citación]

"Vas de las Naves" del poblado ibérico de Mas Boscà

Se trata de una jarra bitroncocònica en cerámica gris de la costa catalana (COTCAT) (109 cm de altura y 108 de diámetro) con dos nanses y una decoración incisa de dos barcos al mar, evocado por unas líneas ondulades. La pieza se data en el siglo III a. C. La gerreta fue dada al Instituto de Arqueología y Prehistoria de la Universitat de Barcelona. El año 1993 el Departamento de Prehistoria, Historia Antigua y Arqueología de la Universitat de Barcelona dejó lo ‘Vas de las Naves' en depósito al Museo de Badalona (N.º Registro: MB-4581) y finalmente, en 2009, se cedió la propiedad al Museo. La pieza mencionada en numerosas publicaciones fue publicada en el primer número de Pyrenae, cf. Joan Maluquer de Motes, “Una vasija excepcional del poblado ibérico de Mas Boscà”, Pyrenae 1, 1965, 129-138, 6 figs, 2 láms. El estudio fue retomado, con el hallazgo de nuevos fragmentos, por E. Junyent y V. Baldellou, Una vivienda ibérica de Mas Boscà, Publicaciones Eventuales 21, Instituto de Arqueología y Prehistoria, Universitat de Barcelona, Barcelona 1972 (id. Príncipe de Viana 33,126-127, 1972, 5-68). Los dibujos publicados por el Dr. Maluquer son del dibujante Antonio Bregante, y han sido retomados por Ramon Álvarez, incorporando las nuevas piezas encontradas por Junyent y Baldellou. Las fotos del 'Vas de las Naves' que veis en esta página son del fotógrafo A. Guillén.